# Saarva
Saarva eller Saarvanjärvi är en sjö i Finland. Den ligger i kommunen Hirvensalmi i landskapet Södra Savolax, i den södra delen av landet, 180 km nordost om huvudstaden Helsingfors. Saarva ligger 101,5 meter över havet. Arean är 3,13 kvadratkilometer och strandlinjen är 18,7 kilometer lång. Sjön  ingår i Kymmene älvs huvudavrinningsområde.   I omgivningarna runt Saarva växer i huvudsak blandskog.
I övrigt finns följande i Saarva:
- Vasikkasaari (en ö)
- Kilesaari (en ö)
- Lintusaari (en ö)
- Seppälänsaaret (en ö)
- Maukkarinsaari (en ö)
- Myllysaari (en ö)